# Асранкулов, Роман Максимович
Роман Максимович Асранкулов (род. 30 июля 1999, Костанай) — казахстанский футболист, защитник клуба «Тобол» Костанай и сборной Казахстана.

## Клубная карьера
Футбольную карьеру начал в 2017 году во второй лиге в составе молодёжной (U-21) команды клуба «Тобол» Костанай. В Премьер-лиге дебютировал 7 марта 2020 года в матче против карагандинского «Шахтёра». 23 июня 2021 года в матче против «Кайсара» забил свой дебютный мяч в казахстанской Премьер-лиге.

## Карьера в сборной
8 октября 2020 года дебютировал за молодёжную сборную Казахстана в матче против молодёжной сборной Македонии (1:4).

## Достижения
«Тобол» Костанай
- Чемпион Казахстана: 2021
- Серебряный призёр чемпионата Казахстана: 2020
- Бронзовый призёр чемпионата Казахстана: 2022
- Обладатель Кубка Казахстана: 2023
- Обладатель Суперкубка Казахстана (3): 2021, 2022, 2024

## Статистика выступлений

### Клубная карьера
| Клуб             | Сезон            | Лига | Лига | Кубки | Кубки | Еврокубки | Еврокубки | Итого | Итого |
| Клуб             | Сезон            | Игры | Голы | Игры  | Голы  | Игры      | Голы      | Игры  | Голы  |
| ---------------- | ---------------- | ---- | ---- | ----- | ----- | --------- | --------- | ----- | ----- |
| Тобол (Костанай) | 2018             | 0    | 0    | 0     | 0     | 0         | 0         | 0     | 0     |
| Тобол (Костанай) | 2019             | 0    | 0    | 2     | 0     | 0         | 0         | 2     | 0     |
| Тобол (Костанай) | 2020             | 4    | 0    | —     | —     | —         | —         | 4     | 0     |
| Тобол (Костанай) | 2021             | 9    | 2    | 8     | 1     | 0         | 0         | 17    | 3     |
| Тобол (Костанай) | 2022             | 10   | 0    | 4     | 0     | 0         | 0         | 14    | 0     |
| Тобол (Костанай) | 2023             | 11   | 0    | 6     | 0     | 7         | 1         | 24    | 1     |
| Тобол (Костанай) | Итого            | 34   | 2    | 20    | 1     | 7         | 1         | 61    | 4     |
| → Тобол М        | 2017             | 28   | 3    | —     | —     | —         | —         | 28    | 3     |
| → Тобол М        | 2018             | 19   | 0    | —     | —     | —         | —         | 19    | 0     |
| → Тобол М        | 2019             | 19   | 2    | —     | —     | —         | —         | 19    | 2     |
| → Тобол М        | 2022             | 5    | 3    | —     | —     | —         | —         | 5     | 3     |
| → Тобол М        | Итого            | 71   | 8    | —     | —     | —         | —         | 71    | 8     |
| Всего за карьеру | Всего за карьеру | 105  | 10   | 20    | 1     | 7         | 1         | 132   | 12    |

### Выступления за сборную
| Сборная   | Год   | Отборочные матчи ЧМ | Отборочные матчи ЧМ | Отборочные матчи ЧЕ | Отборочные матчи ЧЕ | Лига наций УЕФА | Лига наций УЕФА | Товарищеские матчи | Товарищеские матчи | Итого | Итого |
| Сборная   | Год   | Игры                | Голы                | Игры                | Голы                | Игры            | Голы            | Игры               | Голы               | Игры  | Голы  |
| --------- | ----- | ------------------- | ------------------- | ------------------- | ------------------- | --------------- | --------------- | ------------------ | ------------------ | ----- | ----- |
| Казахстан | 2024  | −                   | −                   | −                   | −                   | −               | −               | 3                  | 0                  | 3     | 0     |
| Итого     | Итого | −                   | −                   | −                   | −                   | −               | −               | 3                  | 0                  | 3     | 0     |